# Karl-Heinz Granitza
Karl-Heinz Granitza (Lünen, 1º novembre 1951) è un ex calciatore tedesco.

## Carriera
Formatosi nel VfB Lünen e nell'Eintracht Dortmund, giocò nel DJK Gütersloh, con cui ottenne il quattordicesimo posto nel girone nord della 2. Fußball-Bundesliga 1974-1975. La stagione seguente passa al Röchling Völklingen con cui ottiene il sesto posto del girone sud della cadetteria tedesca ed il titolo individuale di capocannoniere del torneo. Nel corso del 1976 approda all'Hertha Berlino, società militante nella massima serie tedesco occidentale.
Nella prima stagione, la 1976-1977, ottenne il decimo posto finale e raggiunse la finale della DFB-Pokal 1976-1977, persa contro il Colonia.
La stagione seguente Granitza con i suoi ottenne il terzo posto finale e l'accesso alle coppe europee.
L'anno seguente, dopo aver iniziato la stagione con i berlinesi, Granitza venne ingaggiato dagli statunitensi del Chicago Sting.
Nella sua stagione di esordio nella NASL, la 1978, raggiunse gli ottavi di finale della competizione. Nella stagione seguente raggiunse invece i quarti di finale mentre nella North American Soccer League 1980 Granitza ed i suoi furono eliminati agli ottavi di finale.
Il successo nella NASL arriva al termine della stagione 1981, che vide la vittoria finale degli Sting sui New York Cosmos. La stagione seguente fu invece fallimentare e terminata all'ultimo posto della Eastern Division.
Dopo il raggiungimento dei quarti di finale nella stagione 1983, Granitza vince con il suo club il secondo titolo nordamericano al termine del campionato 1984, che sarà anche l'ultima edizione della NASL.
Granitza rimarrà con gli Sting sino al 1987, disputando campionati indoor, e nel 1988 passerà ai Chicago Storm, ove chiuderà la carriera agonistica.

## Palmarès

### Club
- Campionato NASL: 2

Chicago Sting:1981, 1984

### Individuale
- Capocannoniere della 2. Fußball-Bundesliga: 1

1975-1976 (29 reti)